# Percina suttkusi
Percina suttkusi és una espècie de peix de la família dels pèrcids i de l'ordre dels cipriniformes que es troba a Nord-amèrica.